# Гуйе, Папа
Папа Гуйе (фр. Papa Gueye; род. 7 июня 1984, Дакар) — сенегальский футболист, защитник. Наиболее известен по выступлениям за харьковский «Металлист» и днепропетровский «Днепр». Провёл 5 матчей за сборную Сенегала.  В 2025 году присоединился к днепровскому медийному клубу ФК Куряче, о чем команда объявила в своих социальных сетях.

## Биография
Папа Гуйе родился 7 июня 1984 года в столице Сенегала Дакаре. Вырос в семье директора школы (отец) и преподавателя (мать). Начинал играть в футбол в 6 лет, посещая футбольный кружок при школе. В 1999 году поступил в школу клуба «Дуан». Профессиональную карьеру начал в 2002 году в первой команде «Дуана». За команду в течение 2 лет провёл 16 матчей.
В 2005 году Папу заметил селекционер украинской «Волыни» Виталий Кварцяный и пригласил сенегальца в луцкий клуб. Всего за один год Гуйе провёл в составе «крестоносцев» 27 матчей.
В 2006 году перешёл в харьковский «Металлист». Начинал как опорный полузащитник, но со временем укрепился на позиции центрального защитника. В первом же сезоне в Харькове Папа стал бронзовым призёром чемпионата Украины, повторив это достижение ещё 7 раз подряд. По итогам 2008 года был признан болельщиками как лучший легионер чемпионата Украины.
В октябре 2009 года был вызван в сборную Сенегала на товарищеский матч против сборной Южной Кореи.
В августе 2010 года главный тренер сборной Украины Мирон Маркевич заявил, что хотел бы ввести Папа в состав своей команды, а сам Папа отказался выступать за Сенегал и осталось только оформить ему украинское гражданство, что, по мнению Маркевича, — «вопрос времени». Но Гуйе так и не получил украинский паспорт.
В начале 2012 года Папа Гуйе был вызван в сборную Сенегала.

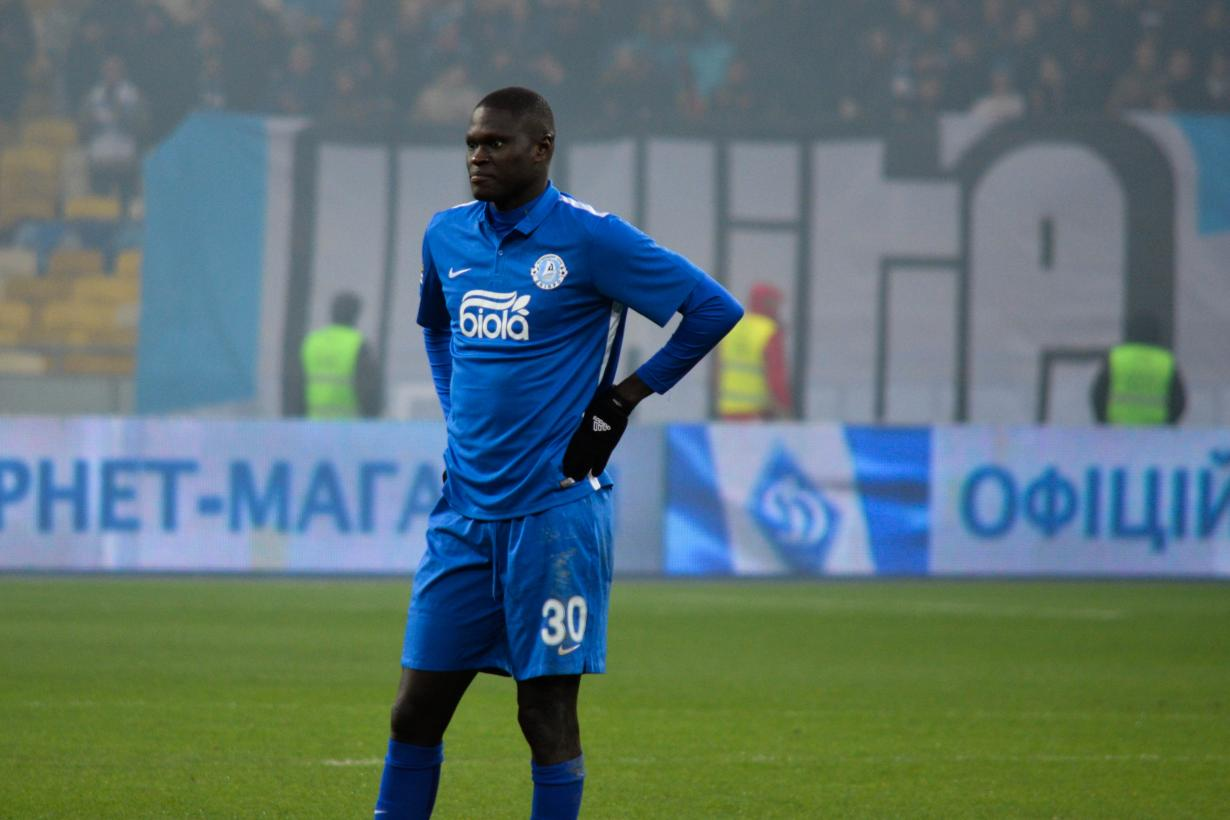
Папа Гуйе в составе «Днепра»

В 2015 году, после начала кризиса в «Металлисте», перешёл в днепропетровский «Днепр». Папа очень переживал по поводу этого перехода, так фанаты «Днепра» и «Металлиста» находятся в, мягко говоря, не очень дружелюбных отношениях. В сезоне 2015/2016 Гуйе вновь выиграл «бронзу» чемпионата, но из-за сложной финансовой ситуации в «Днепре» покинул клуб:
Я устал от напряжения. Нам почти год не платили зарплату и постоянно что-то обещали. Меня сильно угнетала эта ситуация, так как было невозможно нормально работать.
31 августа 2016 года подписал контракт с клубом «Ростов», но зимой, после 5 проведённых матчей за «комбайнёров», покинул клуб.
В 2017 году стал игроком казахстанского «Актобе». Провел 11 игр. Был признан лучшим игроком матча против «Тараза». Также получил одну красную карточку.
Летом 2018 года был на просмотре в киевском «Динамо», но не подошёл главному тренеру «бело-синих» Александру Хацкевичу.
31 октября 2018 года стал игроком львовских «Карпат». Дебютировал 10 ноября в выездном матче 15 тура чемпионата Украины против луганской «Зари» (2:1, поражение «Карпат»), заменив на 89-й минуте матча Франциско Ди Франко. 1 декабря в матче против киевского «Арсенала» (1:1) забил гол в свои ворота.
29 июля официально стал игроком СК «Днепр-1».
В 2021 году стал спортивным директором футбольного клуба «Металлист».

Граффити в Харькове

## Достижения
«Дуан» (Дакар)
- Вице-чемпион Сенегала: 2004
- Бронзовый призёр чемпионата Сенегала: 2003
- Обладатель Кубка Сенегала (2): 2003, 2004
- Итого: 2 трофея

«Металлист»
- Вице-чемпион Украины: 2012/13
- Бронзовый призёр чемпионата Украины (7): 2006/07, 2007/08, 2008/09, 2009/10, 2010/11, 2011/12, 2013/14

«Днепр»
- Бронзовый призёр чемпионата Украины (2): 2014/15, 2015/16
- Финалист Лиги Европы УЕФА: 2014/15